# Fate/Zero
«Fate/Zero» (яп. フェイト/ゼロ, неоф. укр. Доля/Початок) — приквел візуального роману Fate/stay night, ранобе Гена Уробучі, ілюстроване Такасі Такеучі. Перший том є результатом співпраці між Type-Moon і колегами-розробниками компанії Nitroplus, випущений 29 грудня 2006, другий — 31 березня 2007, третій — 27 липня 2007 р., четвертий і останній томи — 29 грудня 2007-го разом з Fate/zero Original Image Soundtrack «Return to Zero». Чотири комплекти компакт-дисків випущені з 2008 по 2010 рр. Трансляція аніме-серіалу тривала з 1 жовтня по 24 грудня 2011 р. (перший сезон) і з 7 квітня по 23 червня 2012-го (другий сезон). Жанр — пригоди, фентезі, трилер.

## Персонажі

### Люди
- Емія Кіріцугу (яп. 衛宮 切嗣)

Майстер Сейбер, невпевнений і нещасний. Використовує стратегію слабкості магів для їхнього вбивства, холоднокровний мисливець на магів. Вступив до сім'ї Айнцберн, щоб здійснити своє заповітне бажання: отримати Святий Грааль.
- Кірей Котоміне (яп. 言峰 綺礼)

Майстер Асасіна, працює на Токіомі і робить все, що його просять зробити, в міру своїх здібностей. Йому не вистачає самореалізації, яку він бачить як своє відображення в Кіріцугу.
- Ірісвіль фон Айнсберн (яп. アイリスフィール・フォン・アインツベルン)

Головна героїня аніме, мати Іліясвіль фон Айнсберн і дружина Кіріцугу. Гомункул-прототип, створений родиною Айнсберн, фахівець з алхімії. Ірісвіль виступає як проксі-майстер Сейбер, оскільки Кіріцугу вважає, що він і Сейбер несумісні.
- Токіомі Тосака (яп. 遠坂 時臣)

Батько Рін Тосаки і Сакури Мато, майстер Арчера, зарозумілий і маніпулятивний.
- Aoi Тосака (яп. 遠坂 葵)

Мати Рін Тосаки і Сакури Мато. Друг дитинства Карії Мато. Хоча вона спустошена рішенням Токіомі відмовитися від Сакури, вона спокійно приймає рішення, як дружина мага.
- Вейвер Велвет (яп. ウェイバー・ベルベット')

Майстер Райдера, майбутній лорд Ель-Меллой II. Викрадає артефакт свого вчителя і використовує його, щоб викликати Райдера. Планує використати Грааль, щоб змусити Мага Асоціації визнати його генієм. Незважаючи на труднощі з владним характером Райдера, Вейвер і його слуга мають міцні стосунки.
- Майя Хісау (яп. 久宇 舞弥)

Помічниця Кіріцуги Емії. Вона холодна за характером і професійна. Озброєна Steyr AUG.
- Карія Мато (яп. 間桐 雁夜)

Сейбер

Дядько Шінджі Мато, майстер Берсеркера, уклав угоду з Зокеном Мато: якщо він переможе у війні за Грааль, це гарантує свободу Сакури Тосака. Він єдиний член сім'ї Мато, хто дійсно любить Сакуру, і тому засмучений, що Токіомі дозволив віддати свою молодшу дочку Зокену. Тим не менше, війна складна і важка для Карії, не тільки через відсутність формального навчання і здібностей до магії, а й за рахунок вимог, необхідних для підтримки Берсеркера.
- Рюуноске Уріу (яп. 雨生 龍之介)

Майстер Кастера, соціопат і серійний убивця, хто випадково викликав слугу після вбивства сім'ї та використав їхню кров як компонент для виклику. Він не шукає Святий Грааль, але тримається Кастера для того, щоб знайти нові захоплюючі способи вбивати людей і звільнитися від нудьги.
- Кейнет Ель-Меллой Арчибальд (яп. ケイネス・エルメロイ・アーチボルト)

Майстер Лансера, дворянин Асоціації Магії і геній-маг. Його артефакт вкрав Вейвер Велвет, але йому вдалося викликати Лансера. Він тримає командні заклинання для слуги, але енергію для матеріалізації постачає Сола-Уі. Він упевнений в своїх силах і пишається своєю спадщиною.
- Сола-Уі Нуаба-Ре Софія-Рі (яп. ソラウ・ヌァザレ・ソフィアリ)

Дочка голови духовного відділу, заручена з Кейнетом.

Гільгамеш

### Слуги
- Сейбер (яп. セイバー) — Артуріа Пендрагон (яп. アルトリア)

Персонаж із Fate/Stay Night. Відома як Король лицарів — Король Артур. Отримала магічний меч Екскалібур, вона шанує кодекс честі. Емія був здивований, коли дізнався, що легендарний король Артур — дівчина. Хоча вона і Кіріцугу — слуга і майстер, вони все ж знаходяться у напружених відносинах через свої різні ідеологічні відмінності.
- Арчер (яп. アーチャー) — Гільгамеш (яп. ギルガメッシュ)

Слуга-ізгой із Fate/Stay Night, Король Героїв. Йому не подобається присутність Сейбер і Райдера, оскільки вони як і він були королями. Зарозумілий, самовпевнений і зухвалий.
- Лансер (яп. ランサー) — Діармуід Уа Дуібн (яп. ディルムッド・オディナ)

Він перший з лицарів Фіанна. Слуга з двома благородними фантазмами: Gae Buidhe — Золота троянда смерті, Gae Dearg — Малинова троянда Екзорцизму.які можуть протистояти здібностям Сейбер і Берсерка. Як лицар, він має сильне почуття честі в бою, вірність своєму господареві. Попри те що він і Сейбер вороги, між ними існує почуття взаємної поваги один до одного.
- Райдер (яп. ライダー) — Іскандер (яп. イスカンダル)

Король Переможців, який бажає перемогти Сейбер, зокрема, тому, що він вважає її ідеали хибними і що вона стане одним з його послідовників. Його статус — вершник, керує колісницею з безліччю божественних биків, яка нібито тримана в подарунок від Зевса, відома як Wheel Gordius — Колісниця Алади Небес. Його ексцентрична і владна особистість разом зі своїми неймовірними здібностями створює труднощі для його Майстра і їх супротивників.
- Кастер (яп. キャスター) —  Жиль де Ре (яп. ジル・ド・レェ)

Відомий як Синя Борода. Слуга, який отримує задоволення від того що спершу дає надію своїм жертвам, а потім убиває їх. Висловлює зацікавленість в Сейбер, тому що він приймає її за Jeanne d'Arc (Жанна Д'арк). Його Небесний Фантазм є Phantasm is Prelati's Spellbook — Тексти Зкортаючі місто в спіралі.
- Берсерк (яп. バーサーカー) — Ланселот Озерний (яп. サー・ランスロット)

Раніше відомий як Чорний Лицар. Слуга, який має здатність використовувати практично будь-який предмет як Небесний Фантазм, що дозволяє йому протистояти Гільгамешу в бою. Незважаючи на його божевілля, він все ще в стані інстинктивно впізнавати Сейбер. Його благородні фантазми є For Someone's Glory, Knight of Honor і Arondight — Немеркнуче Світло озера
- Асасін (яп. アサシン) — Хасан-і Саббах (яп. ハサン・サッバーハ)

Вбивця насправді є реінкарнацією Ордену Ассасінів(Вбивць на замовлення) і складається з кількох осіб. Вони виступають як агенти для розвідки. Вони можуть бути по-справжньому переможені, якщо всі вони будуть вбиті. Їх Небесний Фантазм є Zabaniya — Маревні ілюзії.